# Apospasta diffussa
Apospasta diffussa là một loài bướm đêm trong họ Noctuidae.